# Rodrigo Bethlem
Rodrigo Bethlem Fernandes (Rio de Janeiro, 15 de fevereiro de 1971), é um político brasileiro. Cursou economia na Faculdade Candido Mendes tendo deixado a mesma  antes da conclusão da faculdade. Possui terceiro grau incompleto e é político brasileiro.
Filho da atriz Maria Zilda Bethlem e do engenheiro César Leite Fernandes, foi casado com Vanessa Felippe, filha do político Jorge Felippe, com quem teve Vitoria. Rodrigo Bethlem também é pai adotivo do Deputado Estadual Jorge Felippe Neto, ao se casar com Vanessa, Rodrigo que sempre cuidou de Jorge decidiu oficializar a relação paternal e o adotou.

## Biografia
Iniciou sua carreira política aos 22 anos, durante o primeiro mandato de Cesar Maia (entre 1993 e 1996), quando fez parte de uma equipe de subprefeitos, entre eles Eduardo Paes. Inicialmente, foi subprefeito de Lagoa e, em 1996, do Méier. Foi candidato a deputado estadual derrotado no pleito de 1998 quando separado da então deputada federal mais jovem do país, Vanessa Felippe. No ano de 1999, já durante o mandato de Luiz Paulo Conde, Rodrigo Bethlem ocupou a Subprefeitura da Barra e de Jacarepaguá, em substituição a Luiz Antônio Guaraná.
Eleito vereador no ano de 2000 com apoio de sua então esposa, a ex-deputada federal Vanessa Felippe, apoiou na câmara municipal a instalação de uma CPI sobre supostas fraudes no IPTU, além de presidir outra CPI sobre a saúde. Entre seus principais projetos estão a criação da APAC da Barra e do Recreio, a proibição de fumo em repartições públicas e a proposta de instalação de câmeras em boates, com o objetivo de conter a ação dos chamados pitboys.
Foi suplente de deputado federal para a 53ª legislatura, já pelo PMDB, com 58.975 votos com apoio do então sogro, o vereador e presidente da Câmara de Vereadores do Rio de Janeiro,  Jorge Felippe.
Durante o mandato, licenciou-se para ocupar secretarias de governos do PMDB, durante as gestões de Sérgio Cabral, no Estado (2007-2014), e Eduardo Paes, na Prefeitura (2009-2016) do Rio de Janeiro. Assumiu a Secretaria Especial de Ordem Pública do Rio de Janeiro em janeiro de 2009, ficando no cargo por 15 meses, de onde comandou a Operação Choque de Ordem. Por conta disso, foi considerado uma espécie de “xerife” da cidade, sendo até mesmo referido pelo New York Times.
Foi reeleito deputado em 2010 para a 54ª legislatura, pelo mesmo partido, desta vez com 74.312 votos tendo por principal apoiador novamente seu então sogro e vereador Jorge Felippe.
Quando buscava a reeleição para a Câmara Federal, reeleição para um novo mandato, em 2014, uma gravação telefônica foi apresentada na imprensa por sua ex-mulher, Vanessa Felippe, onde ele revelava valores referentes a supostos esquemas de corrupção que foram denunciados à imprensa por Vanessa Felippe. Nestas gravações, Rodrigo Bethlem confessava ter recebido dinheiro de ONG suspeita de desvios de verbas públicas e de ter conta na Suiça.

## Corrupção
Em 31 de julho, o deputado desistiu de sua candidatura à reeleição após se envolver num escândalo em 2014, quando foi divulgada uma gravação por sua ex-esposa, Vanessa Felippe, em que ele confessava ter recebido dinheiro de ONG suspeita de desvios de verbas públicas e de ter conta na Suíça.